# Johnston-Mangabe

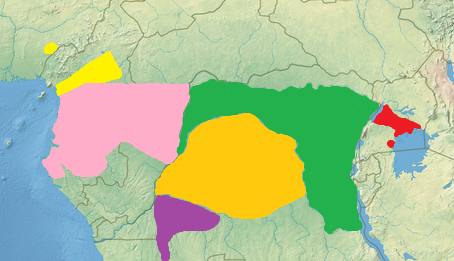
Die Verbreitungsgebiete der Schwarzmangaben:
Johnston-Mangabe
Grauwangenmangabe
Uganda-Mangabe
Osman-Hill-Mangabe
Schopfmangabe
Opdenbosch-Mangabe

Die Johnston-Mangabe (Lophocebus johnstoni) ist eine Primatenart aus der Familie der Meerkatzenverwandten (Cercopithecidae). Sie galt lange Zeit als Unterart der Grauwangenmangabe, wurde 2007 aber in den Artstatus erhoben. 
Johnston-Mangaben sind schlank gebaute Primaten mit langen Gliedmaßen und einem langen Schwanz. Ihr Fell ist durchwegs dunkel, meist schwarzbraun, gefärbt und auch an der Unterseite nicht heller. Der Kopf ist durch die langgezogene Schnauze charakterisiert, die langen Backenhaare sind graubraun gefärbt. An der Oberseite des Kopfes haben sie zwei hornartige Haarschöpfe. Die Färbung der langen Haare an den Schultern variiert von dunkelbraun bis graubraun.
Johnston-Mangaben leben im mittleren Afrika. Ihr Verbreitungsgebiet umfasst den Norden und Osten der Demokratischen Republik Kongo – hier bildet der Kongo-Fluss die Südgrenze – sowie Ruanda und Burundi. Ihr Lebensraum sind Wälder, vorwiegend tropische Regenwälder.
Über die Lebensweise der Johnston-Mangaben ist wenig bekannt. Vermutlich sind sie wie alle Schwarzmangaben tagaktive Baumbewohner, die selten auf den Boden kommen. Sie leben in kleinen Gruppen und ernähren sich von Früchten, Nüssen und Kleintieren.
Auch über den Gefährdungsgrad ist wenig bekannt. Die IUCN listet die Art noch nicht von der Grauwangenmangabe getrennt.